# Edmund Black

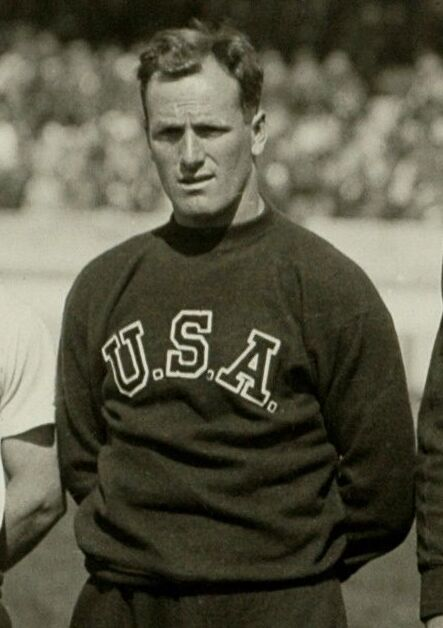
Edmund Black (1928)

Edmund Black (Edmund Franklin „Ed“ Black; * 3. Mai 1905 auf Bailey Island, Maine; † 22. Oktober 1996 in Westborough, Massachusetts) war ein US-amerikanischer Hammerwerfer.
1928 qualifizierte er sich als US-Meister für die Olympischen Spiele in Amsterdam. Dort gewann er mit 49,03 m die Bronzemedaille hinter dem Iren Pat O’Callaghan (51,39 m) und dem Schweden Ossian Skiöld (51,29 m).
1930 wurde er US-Vizemeister. Seine persönliche Bestleistung von 52,14 m stellte er am 25. Mai 1929 in Cambridge auf.